# Torneo Clausura 2025 (Honduras)
El Torneo Clausura 2025 (también llamado Liga Hondubet de Clausura 2025, por motivos de patrocinio), fue la 87.ª edición de la Liga Nacional de Honduras, el segundo torneo de la Temporada 2024-25. Comenzó el 18 de enero y culminó el 25 de mayo de 2025.
Olimpia se coronó campeón ganando su copa número 39.

## Novedades
- Debido a que el Estadio Juan Ramón Brevé de Juticalpa, Olancho, está en proceso de remodelación de la grama, el Juticalpa FC y el Olancho FC tendrán que buscar una sede alterna este torneo.[2] El Juticalpa FC jugará sus partidos de local en el Estadio Óscar Peralta de la ciudad de San Francisco de la Paz, Olancho.[3] Mientras que el Olancho FC jugará sus partidos de local en el Estadio Marcelo Tinoco de la ciudad de Danlí, El Paraíso.[4]

- El Victoria jugará sus partidos de local en este torneo, en el Estadio San Jorge de Olanchito, Yoro, debido a que el Estadio Ceibeño se encuentra en proceso de remodelación de la grama.[5]

- Será el último torneo que se juegue con 10 equipos, debido a que la directiva de la Liga Nacional en asamblea, decidió jugar con 12 equipos el próximo torneo.[6]

## Sistema de competición

### Fase de clasificación
En la fase de clasificación se observará el sistema de puntos. La ubicación en la tabla general está sujeta a lo siguiente:
- Por juego ganado se obtendrán tres puntos.
- Por juego empatado se obtendrá un punto.
- Por juego perdido no se otorgan puntos.

El campeonato se jugará con un sistema de «Todos contra Todos» entre los diez equipos participantes. Los partidos estarán definidos en 18 jornadas, y al finalizar las mismas los primeros dos lugares clasificarán de manera automática a las semifinales, mientras que los equipos que ocuparon el 3°, 4°, 5° y 6° puesto tendrán que jugar la «Liguilla final» (repechajes) en partidos de ida y vuelta; el resto de los equipos quedará sin ninguna opción a pelear por el título.

### Fase final
La fase final se definirá por las siguientes etapas:
- Liguilla Semifinal
- Semifinales
- Final

A las semifinales clasificarán los dos equipos vencedores de la «Liguilla semifinal» y los antes clasificados de manera directa. Cada uno de estos cuatro equipos se enfrentarán en dos partidos (ida y vuelta) y el que logre anotar el mayor número de goles obtendrá un cupo en la «Gran Final». De existir empate en el número de goles anotados, la clasificación se definirá a través del Reglamento, es decir, el equipo que haya terminado en mejor posición en la tabla general del Apertura 2024.
Disputarán el título de Campeón del Torneo de Apertura 2024 los dos clubes vencedores de la fase semifinal correspondiente, reubicándolos del uno al dos, de acuerdo a su mejor posición en la Tabla de Clasificación al término de la jornada 18.

## Información de los equipos

### Equipos participantes
Fuente: Transfermarkt
| Equipo        | Ciudad                        | Entrenador        | Capitán            | Estadio                  | Capacidad | Indumentaria    | Patrocinador       | Televisora   |
| ------------- | ----------------------------- | ----------------- | ------------------ | ------------------------ | --------- | --------------- | ------------------ | ------------ |
| Génesis       | Comayagua, Comayagua          | Jhon Jairo López  | Gerson Argueta     | Carlos Miranda           | 10.000    | Huriver         | Almacenes El Titán | Deportes TVC |
| Juticalpa     | Juticalpa, Olancho            | Héctor Vargas     | Denovan Torres     | Óscar Peralta            | 1.500     | Gocas Sports    | Guayape Visión     | Deportes TVC |
| Marathón      | San Pedro Sula, Cortés        | Manuel Keosseian  | Francisco Martínez | Yankel Rosenthal         | 15.500    | Joma            | JVC                | Deportes TVC |
| Motagua       | Tegucigalpa, Distrito Central | Diego Vázquez     | Marcelo Santos     | Chelato Uclés            | 34.000    | Joma            | Pepsi              | Deportes TVC |
| Olancho       | Juticalpa, Olancho            | Reynaldo Tilguath | Óscar Almendárez   | Marcelo Tinoco           | 5.000     | Maca Sportswear | Banco de Occidente | Deportes TVC |
| Olimpia       | Tegucigalpa, Distrito Central | Eduardo Espinel   | Edrick Menjívar    | Chelato Uclés            | 34.000    | Umbro           | Banco Atlántida    | Deportes TVC |
| Real España   | San Pedro Sula, Cortés        | Jeaustin Campos   | Jhow Benavídez     | Francisco Morazán        | 18.000    | Kelme           | Salvavida          | Deportes TVC |
| Real Sociedad | Tocoa, Colón                  | Carlos de Toro    | Rony Martínez      | Francisco Martínez Durón | 6.000     | Gocas Sport     | Molineros's        | Deportes TVC |
| UPNFM         | Tegucigalpa, Distrito Central | Salomón Nazar     | Lesvin Medina      | Emilio Williams          | 8.000     | Huriver         | Super Ópticas      | Deportes TVC |
| Victoria      | La Ceiba, Atlántida           | David Patiño      | José Velásquez     | San Jorge                | 7.000     | Gocas Sport     | Banco de Occidente | Deportes TVC |

### Equipos por zona geográfica
| Equipos por departamento | Equipos por departamento | Equipos por departamento       | Equipos por departamento                                                                    |
| Departamento             | N.º                      | Equipos                        | Mapa                                                                                        |
| ------------------------ | ------------------------ | ------------------------------ | ------------------------------------------------------------------------------------------- |
| Francisco Morazán        | 3                        | Motagua, Olimpia y Lobos UPNFM | Génesis Motagua Olimpia Real Sociedad Real España Marathón Victoria Olancho Juticalpa UPNFM |
| Cortés                   | 2                        | Marathón y Real España         | Génesis Motagua Olimpia Real Sociedad Real España Marathón Victoria Olancho Juticalpa UPNFM |
| Olancho                  | 2                        | Olancho y Juticalpa            | Génesis Motagua Olimpia Real Sociedad Real España Marathón Victoria Olancho Juticalpa UPNFM |
| Atlántida                | 1                        | Victoria                       | Génesis Motagua Olimpia Real Sociedad Real España Marathón Victoria Olancho Juticalpa UPNFM |
| Comayagua                | 1                        | Génesis                        | Génesis Motagua Olimpia Real Sociedad Real España Marathón Victoria Olancho Juticalpa UPNFM |
| Colón                    | 1                        | Real Sociedad                  | Génesis Motagua Olimpia Real Sociedad Real España Marathón Victoria Olancho Juticalpa UPNFM |

### Cambios de entrenadores
| Equipo        | Entrenador saliente     | Jornadas     | Reemplazado por         | Jornadas     |
| Pretemporada  | Pretemporada            | Pretemporada | Pretemporada            | Pretemporada |
| ------------- | ----------------------- | ------------ | ----------------------- | ------------ |
| Victoria      | Salomón Nazar           | Pre.         | David Patiño            | Pre.         |
| Real Sociedad | Héctor Vargas           | Pre.         | Horacio Londoño         | Pre.         |
| Olimpia       | Pedro Troglio           | Pre.         | Eduardo Espinel         | Pre.         |
| Marathón      | Hernán Medina           | Pre.         | Manuel Keosseian        | Pre.         |
| Juticalpa     | Fernando Araújo         | Pre.         | Silvio Fernández        | Pre.         |
| Temporada     |                         |              |                         |              |
| Lobos UPNFM   | Orlando López           | 1 – 5        | Fernando Banegas (int.) | 6            |
| Lobos UPNFM   | Fernando Banegas (int.) | 6            | Salomón Nazar           | 7 –          |
| Real Sociedad | Horacio Londoño         | 1 – 8        | Carlos De Toro          | 9 –          |
| Olancho       | Ramón Maradiaga         | 1 – 9        | Reynaldo Tilguath       | 10 –         |
| Juticalpa     | Silvio Fernández        | 1 – 11       | Héctor Vargas           | 12 –         |

### Jugadores extranjeros
| Equipo        | Jugador 1      | Jugador 2         | Jugador 3         | Jugador 4          | Jugador 5       |
| ------------- | -------------- | ----------------- | ----------------- | ------------------ | --------------- |
| Génesis       | Luis Hurtado   | Roberto Moreira   | Marco Morales     |                    |                 |
| Juticalpa     | Nicolás Gómez  | Eder Méndez       | Raúl Benítez      | Rodrigo De Olivera | Paolo Dantaz    |
| Marathón      | César Samudio  | Javier Rivera     | Juan Anangonó     | Rafael Águila      |                 |
| Motagua       | Jorge Serrano  | Rodrigo Gómez     | Sebastián Cardozo | Rodrigo Auzmendi   | Diego Ledesma   |
| Olimpia       | Marcos Montiel | Emanuel Hernández | Gabriel Araújo    |                    |                 |
| Olancho       | Segundo Granja | Édgar Benítez     | Paulinho          | Juan Diego Lasso   | Samuel Baptista |
| Real España   | Matías Rotondi | Yeison Moreno     | Braian Benítez    | Daniel Aparicio    | Chamir Dupuy    |
| Real Sociedad | Jorge Roa      | Alvin Jones       | Bismarck Moreno   |                    |                 |
| UPNFM         | Yair Abraham   | Ray Spencer King  | Mario Godoy       |                    |                 |
| Victoria      | Andrés Salazar | Fabricio Silva    | Juan David Pérez  | Yair Delgadillo    | Luis Franco     |

#### Jugadores extranjeros por nacionalidad
| País              | Jugadores |
| ----------------- | --------- |
| Colombia          | 8         |
| Argentina         | 7         |
| Panamá            | 7         |
| Uruguay           | 7         |
| Paraguay          | 3         |
| Brasil            | 2         |
| México            | 2         |
| Canadá            | 1         |
| Chile             | 1         |
| Ecuador           | 1         |
| Trinidad y Tobago | 1         |
| Venezuela         | 1         |
| Total             | 41        |

## Estadios
|                                                                                                |                                                                                        |                                                                                      |
|                                                                                                |                                                                                        |                                                                                      |
| Estadio Nacional Chelato Uclés Ciudad: Tegucigalpa Capacidad: 35 000 Clubes: Olimpia y Motagua | Estadio Óscar Peralta Ciudad: San Francisco de la Paz Capacidad: 1 500 Club: Juticalpa | Estadio Francisco Morazán Ciudad: San Pedro Sula Capacidad: 21 500 Club: Real España |
|                                                                                                |                                                                                        |                                                                                      |
| Estadio San Jorge Ciudad: Olanchito Capacidad: 7 000 Club: Victoria                            | Estadio Yankel Rosenthal Ciudad: San Pedro Sula Capacidad: 9 000 Club: Marathón        | Estadio Francisco Martínez Ciudad: Tocoa Capacidad: 7 000 Club: Real Sociedad        |
|                                                                                                |                                                                                        |                                                                                      |
| Estadio Carlos Miranda Ciudad: Comayagua Capacidad: 10 000 Club: Génesis                       | Estadio Emilio Williams Ciudad: Choluteca Capacidad: 8 000 Club: Lobos UPNFM           | Estadio Marcelo Tinoco Ciudad: Danlí Capacidad: 5 000 Club: Olancho                  |

## Fase de clasificación

### Clasificación
| Pos. | Equipo        | Pts. | PJ | G  | E  | P  | GF | GC | Dif. | Clasificación                      |
| ---- | ------------- | ---- | -- | -- | -- | -- | -- | -- | ---- | ---------------------------------- |
| 1    | Olimpia       | 35   | 18 | 10 | 5  | 3  | 29 | 13 | +16  | Semifinales                        |
| 2    | Real España   | 35   | 18 | 10 | 5  | 3  | 27 | 15 | +12  | Semifinales                        |
| 3    | Motagua       | 30   | 18 | 8  | 6  | 4  | 33 | 18 | +15  | Liguilla Semifinal                 |
| 4    | Marathón      | 29   | 18 | 7  | 8  | 3  | 25 | 14 | +11  | Liguilla Semifinal                 |
| 5    | Victoria      | 24   | 18 | 5  | 9  | 4  | 20 | 20 | 0    | Liguilla Semifinal                 |
| 6    | Génesis       | 22   | 18 | 4  | 10 | 4  | 22 | 23 | −1   | Liguilla Semifinal                 |
| 7    | Olancho       | 21   | 18 | 5  | 6  | 7  | 20 | 24 | −4   |                                    |
| 8    | UPNFM         | 16   | 18 | 3  | 7  | 8  | 18 | 31 | −13  |                                    |
| 9    | Real Sociedad | 12   | 18 | 1  | 9  | 8  | 11 | 26 | −15  | Último Lugar de la Tabla Acumulada |
| 10   | Juticalpa     | 12   | 18 | 3  | 3  | 12 | 7  | 28 | −21  |                                    |

Actualizado a los partidos jugados el 3 de mayo de 2025.
 Fuente: Liga Hondubet

### Evolución de clasificación
| Equipo / Jornada | 1    | 2    | 3    | 4        | 5        | 6        | 7        | 8        | 9    | 10   | 11   | 12   | 13   | 14   | 15   | 16   | 17   | 18   |
| ---------------- | ---- | ---- | ---- | -------- | -------- | -------- | -------- | -------- | ---- | ---- | ---- | ---- | ---- | ---- | ---- | ---- | ---- | ---- |
| Génesis          | 3.°  | 2.°  | 5.°  | 4.°      | 6.°      | 6.°      | 6.°      | 5.°      | 4.°  | 4.°  | 5.°  | 5.°  | 5.°  | 6.°  | 6.°  | 6.°  | 6.°  | 6.°  |
| Juticalpa        | 7.°  | 8.°  | 7.°  | 7.° (-1) | 5.° (-1) | 7.° (-1) | 7.° (-1) | 8.° (-1) | 7.°  | 7.°  | 7.°  | 8.°  | 9.°  | 9.°  | 10.° | 10.° | 10.° | 10.° |
| Marathón         | 8.°  | 7.°  | 8.°  | 8.°      | 8.°      | 4.°      | 4.°      | 6.°      | 6.°  | 6.°  | 4.°  | 4.°  | 4.°  | 3.°  | 3.°  | 4.°  | 4.°  | 4.°  |
| Motagua          | 1.°  | 6.°  | 6.°  | 5.°      | 2.°      | 2.°      | 3.°      | 4.°      | 3.°  | 3.°  | 3.°  | 3.°  | 3.°  | 4.°  | 4.°  | 3.°  | 3.°  | 3.°  |
| Olancho          | 4.°  | 4.°  | 4.°  | 6.°      | 7.°      | 8.°      | 8.°      | 7.°      | 8.°  | 8.°  | 8.°  | 7.°  | 7.°  | 7.°  | 7.°  | 7.°  | 7.°  | 7.°  |
| Olimpia          | 2.°  | 1.°  | 3.°  | 1.°      | 1.°      | 1.°      | 1.°      | 1.°      | 2.°  | 1.°  | 1.°  | 1.°  | 1.°  | 1.°  | 2.°  | 2.°  | 1.°  | 1.°  |
| Real España      | 6.°  | 3.°  | 1.°  | 3.° (-1) | 4.° (-1) | 3.° (-1) | 2.° (-1) | 2.° (-1) | 1.°  | 2.°  | 2.°  | 2.°  | 2.°  | 2.°  | 1.°  | 1.°  | 2.°  | 2.°  |
| Real Sociedad    | 10.° | 9.°  | 9.°  | 9.°      | 9.°      | 9.°      | 9.°      | 9.°      | 9.°  | 9.°  | 9.°  | 10.° | 10.° | 10.° | 9.°  | 9.°  | 9.°  | 9.°  |
| UPNFM            | 9.°  | 10.° | 10.° | 10.°     | 10.°     | 10.°     | 10.°     | 10.°     | 10.° | 10.° | 10.° | 9.°  | 8.°  | 8.°  | 8.°  | 8.°  | 8.°  | 8.°  |
| Victoria         | 5.°  | 5.°  | 2.°  | 2.°      | 3.°      | 5.°      | 5.°      | 3.°      | 5.°  | 5.°  | 6.°  | 6.°  | 6.°  | 5.°  | 5.°  | 5.°  | 5.°  | 5.°  |

## Resultados
Fuente: Liga Hondubet
| Jornada 1         | Jornada 1 | Jornada 1     | Jornada 1         | Jornada 1   | Jornada 1 | Jornada 1    | Jornada 1 | Jornada 1 | Jornada 1 |
| Local             | Resultado | Visitante     | Estadio           | Fecha       | Hora      | TV           |           |           |           |
| ----------------- | --------- | ------------- | ----------------- | ----------- | --------- | ------------ | --------- | --------- | --------- |
| Victoria          | 1 - 1     | Olancho       | San Jorge         | 18 de enero | 15:00     | Deportes TVC |           |           |           |
| UPNFM             | 0 - 1     | Olimpia       | Emilio Williams   | 18 de enero | 17:15     | Deportes TVC |           |           |           |
| Real España       | 1 - 1     | Génesis       | Francisco Morazán | 18 de enero | 19:30     | Deportes TVC |           |           |           |
| Juticalpa         | 0 - 0     | Marathón      | Carlos Miranda    | 19 de enero | 15:00     | Deportes TVC |           |           |           |
| Motagua           | 3 - 0     | Real Sociedad | Chelato Uclés     | 19 de enero | 17:15     | Deportes TVC |           |           |           |
| Total de goles: 8 |           |               |                   |             |           |              |           |           |           |

| Jornada 2          | Jornada 2 | Jornada 2   | Jornada 2          | Jornada 2   | Jornada 2 | Jornada 2    | Jornada 2 | Jornada 2 | Jornada 2 |
| Local              | Resultado | Visitante   | Estadio            | Fecha       | Hora      | TV           |           |           |           |
| ------------------ | --------- | ----------- | ------------------ | ----------- | --------- | ------------ | --------- | --------- | --------- |
| Marathón           | 0 - 1     | Victoria    | Yankel Rosenthal   | 25 de enero | 15:00     | Deportes TVC |           |           |           |
| Génesis            | 4 - 0     | UPNFM       | Carlos Miranda     | 25 de enero | 17:15     | Deportes TVC |           |           |           |
| Olancho            | 2 - 1     | Motagua     | Marcelo Tinoco     | 25 de enero | 19:30     | Deportes TVC |           |           |           |
| Real Sociedad      | 0 - 2     | Real España | Francisco Martínez | 26 de enero | 15:00     | Deportes TVC |           |           |           |
| Olimpia            | 3 - 0     | Juticalpa   | Chelato Uclés      | 26 de enero | 17:15     | Deportes TVC |           |           |           |
| Total de goles: 13 |           |             |                    |             |           |              |           |           |           |

| Jornada 3          | Jornada 3 | Jornada 3 | Jornada 3          | Jornada 3   | Jornada 3 | Jornada 3    | Jornada 3 | Jornada 3 | Jornada 3 |
| Local              | Resultado | Visitante | Estadio            | Fecha       | Hora      | TV           |           |           |           |
| ------------------ | --------- | --------- | ------------------ | ----------- | --------- | ------------ | --------- | --------- | --------- |
| Juticalpa          | 1 - 0     | UPNFM     | Carlos Miranda     | 29 de enero | 15:00     | Deportes TVC |           |           |           |
| Real Sociedad      | 2 - 2     | Olancho   | Francisco Martínez | 29 de enero | 17:15     | Deportes TVC |           |           |           |
| Real España        | 1 - 0     | Olimpia   | Francisco Morazán  | 29 de enero | 19:30     | Deportes TVC |           |           |           |
| Victoria           | 1 - 0     | Génesis   | San Jorge          | 30 de enero | 17:15     | Deportes TVC |           |           |           |
| Motagua            | 2 - 2     | Marathón  | Chelato Uclés      | 30 de enero | 19:30     | Deportes TVC |           |           |           |
| Total de goles: 11 |           |           |                    |             |           |              |           |           |           |

| Jornada 4          | Jornada 4 | Jornada 4     | Jornada 4         | Jornada 4     | Jornada 4 | Jornada 4    | Jornada 4 | Jornada 4 | Jornada 4 |
| Local              | Resultado | Visitante     | Estadio           | Fecha         | Hora      | TV           |           |           |           |
| ------------------ | --------- | ------------- | ----------------- | ------------- | --------- | ------------ | --------- | --------- | --------- |
| Marathón           | 1 - 1     | Real Sociedad | Francisco Morazán | 2 de febrero  | 15:00     | Deportes TVC |           |           |           |
| Olimpia            | 2 - 1     | Olancho       | Chelato Uclés     | 2 de febrero  | 17:15     | Deportes TVC |           |           |           |
| Génesis            | 1 - 1     | Motagua       | Carlos Miranda    | 2 de febrero  | 19:30     | Deportes TVC |           |           |           |
| UPNFM              | 1 - 1     | Victoria      | Emilio Williams   | 3 de febrero  | 19:00     | Deportes TVC |           |           |           |
| Juticalpa          | 0 - 1     | Real España   | Óscar Peralta     | 26 de febrero | 15:30     | Deportes TVC |           |           |           |
| Total de goles: 10 |           |               |                   |               |           |              |           |           |           |

| Jornada 5          | Jornada 5 | Jornada 5 | Jornada 5          | Jornada 5    | Jornada 5 | Jornada 5    | Jornada 5 | Jornada 5 | Jornada 5 |
| Local              | Resultado | Visitante | Estadio            | Fecha        | Hora      | TV           |           |           |           |
| ------------------ | --------- | --------- | ------------------ | ------------ | --------- | ------------ | --------- | --------- | --------- |
| Real Sociedad      | 1 - 4     | Olimpia   | Francisco Martínez | 5 de febrero | 19:00     | Deportes TVC |           |           |           |
| Motagua            | 5 - 0     | UPNFM     | Chelato Uclés      | 6 de febrero | 19:30     | Deportes TVC |           |           |           |
| Real España        | 1 - 2     | Marathón  | Francisco Morazán  | 7 de febrero | 19:30     | Deportes TVC |           |           |           |
| Olancho            | 1 - 1     | Génesis   | Marcelo Tinoco     | 8 de febrero | 16:00     | Deportes TVC |           |           |           |
| Victoria           | 0 - 1     | Juticalpa | San Jorge          | 9 de febrero | 16:00     | Deportes TVC |           |           |           |
| Total de goles: 16 |           |           |                    |              |           |              |           |           |           |

| Jornada 6          | Jornada 6 | Jornada 6     | Jornada 6       | Jornada 6     | Jornada 6 | Jornada 6    | Jornada 6 | Jornada 6 | Jornada 6 |
| Local              | Resultado | Visitante     | Estadio         | Fecha         | Hora      | TV           |           |           |           |
| ------------------ | --------- | ------------- | --------------- | ------------- | --------- | ------------ | --------- | --------- | --------- |
| Juticalpa          | 0 - 3     | Motagua       | Marcelo Tinoco  | 12 de febrero | 15:00     | Deportes TVC |           |           |           |
| Génesis            | 1 - 1     | Real Sociedad | Carlos Miranda  | 12 de febrero | 17:15     | Deportes TVC |           |           |           |
| Olimpia            | 1 - 1     | Victoria      | Chelato Uclés   | 12 de febrero | 19:30     | Deportes TVC |           |           |           |
| UPNFM              | 3 - 4     | Real España   | Emilio Williams | 13 de febrero | 17:15     | Deportes TVC |           |           |           |
| Marathón           | 2 - 0     | Olancho       | Olímpico        | 13 de febrero | 19:30     | Deportes TVC |           |           |           |
| Total de goles: 16 |           |               |                 |               |           |              |           |           |           |

| Jornada 7          | Jornada 7 | Jornada 7 | Jornada 7          | Jornada 7     | Jornada 7 | Jornada 7    | Jornada 7 | Jornada 7 | Jornada 7 |
| Local              | Resultado | Visitante | Estadio            | Fecha         | Hora      | TV           |           |           |           |
| ------------------ | --------- | --------- | ------------------ | ------------- | --------- | ------------ | --------- | --------- | --------- |
| Motagua            | 0 - 2     | Olimpia   | Chelato Uclés      | 15 de febrero | 19:30     | Deportes TVC |           |           |           |
| Olancho            | 1 - 1     | Juticalpa | Chelato Uclés      | 16 de febrero | 15:00     | Deportes TVC |           |           |           |
| Real España        | 2 - 1     | Victoria  | Francisco Morazán  | 16 de febrero | 17:15     | Deportes TVC |           |           |           |
| Real Sociedad      | 1 - 1     | UPNFM     | Francisco Martínez | 16 de febrero | 19:30     | Deportes TVC |           |           |           |
| Génesis            | 1 - 1     | Marathón  | Carlos Miranda     | 17 de febrero | 19:00     | Deportes TVC |           |           |           |
| Total de goles: 11 |           |           |                    |               |           |              |           |           |           |

| Jornada 8         | Jornada 8 | Jornada 8     | Jornada 8         | Jornada 8     | Jornada 8 | Jornada 8    | Jornada 8 | Jornada 8 | Jornada 8 |
| Local             | Resultado | Visitante     | Estadio           | Fecha         | Hora      | TV           |           |           |           |
| ----------------- | --------- | ------------- | ----------------- | ------------- | --------- | ------------ | --------- | --------- | --------- |
| Victoria          | 1 - 0     | Real Sociedad | San Jorge         | 22 de febrero | 15:00     | Deportes TVC |           |           |           |
| UPNFM             | 1 - 1     | Olancho       | Emilio Williams   | 22 de febrero | 17:15     | Deportes TVC |           |           |           |
| Real España       | 2 - 0     | Motagua       | Francisco Morazán | 22 de febrero | 19:30     | Deportes TVC |           |           |           |
| Juticalpa         | 0 - 1     | Génesis       | Óscar Peralta     | 23 de febrero | 15:00     | Deportes TVC |           |           |           |
| Olimpia           | 1 - 0     | Marathón      | Chelato Uclés     | 23 de febrero | 17:15     | Deportes TVC |           |           |           |
| Total de goles: 7 |           |               |                   |               |           |              |           |           |           |

| Jornada 9          | Jornada 9 | Jornada 9   | Jornada 9          | Jornada 9  | Jornada 9 | Jornada 9    | Jornada 9 | Jornada 9 | Jornada 9 |
| Local              | Resultado | Visitante   | Estadio            | Fecha      | Hora      | TV           |           |           |           |
| ------------------ | --------- | ----------- | ------------------ | ---------- | --------- | ------------ | --------- | --------- | --------- |
| Marathón           | 3 - 3     | UPNFM       | Yankel Rosenthal   | 1 de marzo | 15:00     | Deportes TVC |           |           |           |
| Olancho            | 0 - 3     | Real España | Marcelo Tinoco     | 1 de marzo | 17:15     | Deportes TVC |           |           |           |
| Motagua            | 2 - 1     | Victoria    | Chelato Uclés      | 1 de marzo | 19:30     | Deportes TVC |           |           |           |
| Real Sociedad      | 0 - 0     | Juticalpa   | Francisco Martínez | 2 de marzo | 15:00     | Deportes TVC |           |           |           |
| Génesis            | 1 - 1     | Olimpia     | Carlos Miranda     | 2 de marzo | 17:15     | Deportes TVC |           |           |           |
| Total de goles: 14 |           |             |                    |            |           |              |           |           |           |

| Jornada 10         | Jornada 10 | Jornada 10  | Jornada 10         | Jornada 10 | Jornada 10 | Jornada 10   | Jornada 10 | Jornada 10 | Jornada 10 |
| Local              | Resultado  | Visitante   | Estadio            | Fecha      | Hora       | TV           |            |            |            |
| ------------------ | ---------- | ----------- | ------------------ | ---------- | ---------- | ------------ | ---------- | ---------- | ---------- |
| Olancho            | 0 - 2      | Victoria    | Marcelo Tinoco     | 5 de marzo | 17:15      | Deportes TVC |            |            |            |
| Olimpia            | 2 - 0      | UPNFM       | Chelato Uclés      | 5 de marzo | 19:30      | Deportes TVC |            |            |            |
| Marathón           | 4 - 0      | Juticalpa   | Yankel Rosenthal   | 6 de marzo | 15:00      | Deportes TVC |            |            |            |
| Génesis            | 2 - 0      | Real España | Chelato Uclés      | 6 de marzo | 17:15      | Deportes TVC |            |            |            |
| Real Sociedad      | 0 - 0      | Motagua     | Francisco Martínez | 6 de marzo | 19:30      | Deportes TVC |            |            |            |
| Total de goles: 10 |            |             |                    |            |            |              |            |            |            |

| Jornada 11         | Jornada 11 | Jornada 11    | Jornada 11        | Jornada 11  | Jornada 11 | Jornada 11   | Jornada 11 | Jornada 11 | Jornada 11 |
| Local              | Resultado  | Visitante     | Estadio           | Fecha       | Hora       | TV           |            |            |            |
| ------------------ | ---------- | ------------- | ----------------- | ----------- | ---------- | ------------ | ---------- | ---------- | ---------- |
| Juticalpa          | 1 - 2      | Olimpia       | Óscar Peralta     | 11 de marzo | 16:00      | Deportes TVC |            |            |            |
| UPNFM              | 1 - 1      | Génesis       | Emilio Williams   | 12 de marzo | 17:15      | Deportes TVC |            |            |            |
| Motagua            | 1 - 0      | Olancho       | Chelato Uclés     | 12 de marzo | 19:30      | Deportes TVC |            |            |            |
| Victoria           | 1 - 4      | Marathón      | Olímpico          | 13 de marzo | 17:15      | Deportes TVC |            |            |            |
| Real España        | 1 - 1      | Real Sociedad | Francisco Morazán | 13 de marzo | 19:30      | Deportes TVC |            |            |            |
| Total de goles: 13 |            |               |                   |             |            |              |            |            |            |

| Jornada 12         | Jornada 12 | Jornada 12    | Jornada 12        | Jornada 12  | Jornada 12 | Jornada 12   | Jornada 12 | Jornada 12 | Jornada 12 |
| Local              | Resultado  | Visitante     | Estadio           | Fecha       | Hora       | TV           |            |            |            |
| ------------------ | ---------- | ------------- | ----------------- | ----------- | ---------- | ------------ | ---------- | ---------- | ---------- |
| Olancho            | 3 - 0      | Real Sociedad | Carlos Miranda    | 29 de marzo | 15:00      | Deportes TVC |            |            |            |
| UPNFM              | 1 - 0      | Juticalpa     | Emilio Williams   | 29 de marzo | 17:15      | Deportes TVC |            |            |            |
| Marathón           | 1 - 1      | Motagua       | Francisco Morazán | 29 de marzo | 19:30      | Deportes TVC |            |            |            |
| Génesis            | 3 - 3      | Victoria      | Carlos Miranda    | 30 de marzo | 15:00      | Deportes TVC |            |            |            |
| Olimpia            | 1 - 1      | Real España   | Chelato Uclés     | 30 de marzo | 17:15      | Deportes TVC |            |            |            |
| Total de goles: 14 |            |               |                   |             |            |              |            |            |            |

| Jornada 13         | Jornada 13 | Jornada 13 | Jornada 13         | Jornada 13 | Jornada 13 | Jornada 13   | Jornada 13 | Jornada 13 | Jornada 13 |
| Local              | Resultado  | Visitante  | Estadio            | Fecha      | Hora       | TV           |            |            |            |
| ------------------ | ---------- | ---------- | ------------------ | ---------- | ---------- | ------------ | ---------- | ---------- | ---------- |
| Victoria           | 0 - 0      | UPNFM      | San Jorge          | 2 de abril | 17:15      | Deportes TVC |            |            |            |
| Motagua            | 4 - 1      | Génesis    | Chelato Uclés      | 2 de abril | 19:30      | Deportes TVC |            |            |            |
| Real Sociedad      | 0 - 2      | Marathón   | Francisco Martínez | 3 de abril | 15:00      | Deportes TVC |            |            |            |
| Olancho            | 1 - 0      | Olimpia    | Marcelo Tinoco     | 3 de abril | 17:15      | Deportes TVC |            |            |            |
| Real España        | 3 - 0      | Juticalpa  | Francisco Morazán  | 3 de abril | 19:30      | Deportes TVC |            |            |            |
| Total de goles: 11 |            |            |                    |            |            |              |            |            |            |

| Jornada 14         | Jornada 14 | Jornada 14    | Jornada 14      | Jornada 14 | Jornada 14 | Jornada 14   | Jornada 14 | Jornada 14 | Jornada 14 |
| Local              | Resultado  | Visitante     | Estadio         | Fecha      | Hora       | TV           |            |            |            |
| ------------------ | ---------- | ------------- | --------------- | ---------- | ---------- | ------------ | ---------- | ---------- | ---------- |
| Génesis            | 3 - 3      | Olancho       | Carlos Miranda  | 6 de abril | 15:00      | Deportes TVC |            |            |            |
| Marathón           | 1 - 0      | Real España   | Olímpico        | 6 de abril | 17:15      | Deportes TVC |            |            |            |
| Olimpia            | 1 - 1      | Real Sociedad | Chelato Uclés   | 6 de abril | 19:30      | Deportes TVC |            |            |            |
| UPNFM              | 2 - 1      | Motagua       | Emilio Williams | 7 de abril | 19:15      | Deportes TVC |            |            |            |
| Juticalpa          | 1 - 2      | Victoria      | Óscar Peralta   | 8 de abril | 10:00      | Deportes TVC |            |            |            |
| Total de goles: 15 |            |               |                 |            |            |              |            |            |            |

| Jornada 15         | Jornada 15 | Jornada 15 | Jornada 15         | Jornada 15  | Jornada 15 | Jornada 15   | Jornada 15 | Jornada 15 | Jornada 15 |
| Local              | Resultado  | Visitante  | Estadio            | Fecha       | Hora       | TV           |            |            |            |
| ------------------ | ---------- | ---------- | ------------------ | ----------- | ---------- | ------------ | ---------- | ---------- | ---------- |
| Victoria           | 1 - 1      | Olimpia    | Francisco Morazán  | 11 de abril | 19:00      | Deportes TVC |            |            |            |
| Olancho            | 0 - 1      | Marathón   | Marcelo Tinoco     | 12 de abril | 17:15      | Deportes TVC |            |            |            |
| Real España        | 2 - 1      | UPNFM      | Francisco Morazán  | 12 de abril | 19:30      | Deportes TVC |            |            |            |
| Real Sociedad      | 1 - 0      | Génesis    | Francisco Martínez | 13 de abril | 15:00      | Deportes TVC |            |            |            |
| Motagua            | 5 - 1      | Juticalpa  | Chelato Uclés      | 13 de abril | 17:15      | Deportes TVC |            |            |            |
| Total de goles: 13 |            |            |                    |             |            |              |            |            |            |

| Jornada 16        | Jornada 16 | Jornada 16    | Jornada 16        | Jornada 16  | Jornada 16 | Jornada 16   | Jornada 16 | Jornada 16 | Jornada 16 |
| Local             | Resultado  | Visitante     | Estadio           | Fecha       | Hora       | TV           |            |            |            |
| ----------------- | ---------- | ------------- | ----------------- | ----------- | ---------- | ------------ | ---------- | ---------- | ---------- |
| Marathón          | 0 - 0      | Génesis       | Yankel Rosenthal  | 19 de abril | 15:00      | Deportes TVC |            |            |            |
| UPNFM             | 2 - 1      | Real Sociedad | Emilio Williams   | 19 de abril | 19:00      | Deportes TVC |            |            |            |
| Juticalpa         | 0 - 1      | Olancho       | Óscar Peralta     | 20 de abril | 15:00      | Deportes TVC |            |            |            |
| Olimpia           | 1 - 2      | Motagua       | Chelato Uclés     | 20 de abril | 17:15      | Deportes TVC |            |            |            |
| Victoria          | 1 - 1      | Real España   | Francisco Morazán | 20 de abril | 19:30      | Deportes TVC |            |            |            |
| Total de goles: 9 |            |               |                   |             |            |              |            |            |            |

| Jornada 17         | Jornada 17 | Jornada 17  | Jornada 17         | Jornada 17  | Jornada 17 | Jornada 17   | Jornada 17 | Jornada 17 | Jornada 17 |
| Local              | Resultado  | Visitante   | Estadio            | Fecha       | Hora       | TV           |            |            |            |
| ------------------ | ---------- | ----------- | ------------------ | ----------- | ---------- | ------------ | ---------- | ---------- | ---------- |
| Génesis            | 1 - 0      | Juticalpa   | Carlos Miranda     | 26 de abril | 17:15      | Deportes TVC |            |            |            |
| Motagua            | 1 - 1      | Real España | Chelato Uclés      | 26 de abril | 19:30      | Deportes TVC |            |            |            |
| Real Sociedad      | 1 - 1      | Victoria    | Francisco Martínez | 27 de abril | 15:00      | Deportes TVC |            |            |            |
| Marathón           | 1 - 2      | Olimpia     | Francisco Morazán  | 27 de abril | 17:15      | Deportes TVC |            |            |            |
| Olancho            | 3 - 2      | UPNFM       | Chelato Uclés      | 27 de abril | 19:30      | Deportes TVC |            |            |            |
| Total de goles: 13 |            |             |                    |             |            |              |            |            |            |

| Jornada 18        | Jornada 18 | Jornada 18    | Jornada 18        | Jornada 18 | Jornada 18 | Jornada 18      | Jornada 18 | Jornada 18 | Jornada 18 |
| Local             | Resultado  | Visitante     | Estadio           | Fecha      | Hora       | TV              |            |            |            |
| ----------------- | ---------- | ------------- | ----------------- | ---------- | ---------- | --------------- | ---------- | ---------- | ---------- |
| Juticalpa         | 1 - 0      | Real Sociedad | Óscar Peralta     | 3 de mayo  | 15:00      | Deportes TVC    |            |            |            |
| Olimpia           | 4 - 0      | Génesis       | Chelato Uclés     | 3 de mayo  | 19:00      | Deportes TVC    |            |            |            |
| Victoria          | 1 - 1      | Motagua       | San Jorge         | 3 de mayo  | 19:00      |                 |            |            |            |
| Real España       | 1 - 0      | Olancho       | Francisco Morazán | 3 de mayo  | 19:00      | deportestvc.com |            |            |            |
| UPNFM             | 0 - 0      | Marathón      | Emilio Williams   | 3 de mayo  | 19:00      | deportestvc.com |            |            |            |
| Total de goles: 8 |            |               |                   |            |            |                 |            |            |            |

## Tabla General

### Acumulada de la Temporada
| Pos. | Equipo        | Pts. | PJ | G  | E  | P  | GF | GC | Dif. | Clasificación              |
| ---- | ------------- | ---- | -- | -- | -- | -- | -- | -- | ---- | -------------------------- |
| 1    | Olimpia       | 73   | 36 | 21 | 10 | 5  | 67 | 28 | +39  | Copa Centroamericana 2025  |
| 2    | Motagua       | 64   | 36 | 18 | 10 | 8  | 70 | 39 | +31  | Copa Centroamericana 2025  |
| 3    | Real España   | 64   | 36 | 18 | 10 | 8  | 47 | 29 | +18  | Copa Centroamericana 2025  |
| 4    | Marathón      | 54   | 36 | 13 | 15 | 8  | 48 | 35 | +13  |                            |
| 5    | Olancho       | 45   | 36 | 11 | 12 | 13 | 46 | 44 | +2   |                            |
| 6    | Victoria      | 44   | 36 | 10 | 14 | 12 | 50 | 52 | −2   |                            |
| 7    | Génesis       | 43   | 36 | 9  | 16 | 11 | 45 | 51 | −6   |                            |
| 8    | UPNFM         | 37   | 36 | 9  | 10 | 17 | 36 | 62 | −26  |                            |
| 9    | Juticalpa     | 29   | 36 | 7  | 8  | 21 | 20 | 57 | −37  |                            |
| 10   | Real Sociedad | 26   | 36 | 3  | 17 | 16 | 28 | 60 | −32  | Descenso a Liga de Ascenso |

Actualizado a los partidos jugados el 3 de mayo de 2025.
 Fuente: Liga Hondubet
Notas:
1. ↑  Campeón Torneo Clausura 2025
2. ↑  Campeón Torneo Apertura 2024

## Fase final
|  | Liguilla Semifinal                  | Liguilla Semifinal                  | Liguilla Semifinal                  | Liguilla Semifinal                  | Liguilla Semifinal                  |   |   | Semifinales                          | Semifinales                          | Semifinales                          | Semifinales                          | Semifinales                          |  |    | Final                                | Final                                | Final                                | Final                                | Final                                |  |
|  | 7 de mayo (ida) 10 de mayo (vuelta) | 7 de mayo (ida) 10 de mayo (vuelta) | 7 de mayo (ida) 10 de mayo (vuelta) | 7 de mayo (ida) 10 de mayo (vuelta) | 7 de mayo (ida) 10 de mayo (vuelta) |   |   | 14 de mayo (ida) 17 de mayo (vuelta) | 14 de mayo (ida) 17 de mayo (vuelta) | 14 de mayo (ida) 17 de mayo (vuelta) | 14 de mayo (ida) 17 de mayo (vuelta) | 14 de mayo (ida) 17 de mayo (vuelta) |  |    | 22 de mayo (ida) 25 de mayo (vuelta) | 22 de mayo (ida) 25 de mayo (vuelta) | 22 de mayo (ida) 25 de mayo (vuelta) | 22 de mayo (ida) 25 de mayo (vuelta) | 22 de mayo (ida) 25 de mayo (vuelta) |  |
|  |                                     |                                     |                                     |                                     |                                     |   |   |                                      |                                      |                                      |                                      |                                      |  |    |                                      |                                      |                                      |                                      |                                      |  |
|  |                                     |                                     |                                     |                                     |                                     |   |   |                                      |                                      |                                      |                                      |                                      |  |    |                                      |                                      |                                      |                                      |                                      |  |
|  |                                     |                                     |                                     |                                     |                                     |   |   |                                      |                                      |                                      |                                      |                                      |  |    |                                      |                                      |                                      |                                      |                                      |  |
|  |                                     |                                     |                                     |                                     |                                     |   |   |                                      |                                      |                                      |                                      |                                      |  |    |                                      |                                      |                                      |                                      |                                      |  |
|  |                                     |                                     |                                     |                                     |                                     |   |   |                                      |                                      |                                      |                                      |                                      |  |    |                                      |                                      |                                      |                                      |                                      |  |
|  |                                     | 1°                                  | Olimpia                             | 2                                   | 2                                   | 4 |   |                                      |                                      |                                      |                                      |                                      |  |    |                                      |                                      |                                      |                                      |                                      |  |
|  |                                     |                                     |                                     |                                     |                                     | 4 |   |                                      |                                      |                                      |                                      |                                      |  |    |                                      |                                      |                                      |                                      |                                      |  |
|  |                                     |                                     | 5°                                  | Victoria                            | 0                                   | 1 | 1 |                                      |                                      |                                      |                                      |                                      |  |    |                                      |                                      |                                      |                                      |                                      |  |
|  | 4°                                  | Marathón                            | 5°                                  | Victoria                            | 0                                   | 1 | 1 | 0                                    | 0                                    | 0 (3)                                |                                      |                                      |  |    |                                      |                                      |                                      |                                      |                                      |  |
|  | 4°                                  | Marathón                            |                                     |                                     |                                     |   |   |                                      |                                      | 0 (3)                                |                                      |                                      |  |    |                                      |                                      |                                      |                                      |                                      |  |
|  | 5°                                  | Victoria                            | 0                                   | 0                                   | 0 (4)                               |   |   |                                      |                                      |                                      |                                      |                                      |  |    |                                      |                                      |                                      |                                      |                                      |  |
|  | 5°                                  | Victoria                            | 0                                   | 0                                   | 0 (4)                               |   |   |                                      |                                      |                                      |                                      |                                      |  | 1° | Olimpia                              | 2                                    | 4                                    | 6                                    |                                      |  |
|  |                                     |                                     |                                     |                                     |                                     |   |   |                                      |                                      |                                      |                                      |                                      |  | 1° | Olimpia                              | 2                                    | 4                                    | 6                                    |                                      |  |
|  |                                     |                                     | 2°                                  | Real España                         | 1                                   | 1 | 2 |                                      |                                      |                                      |                                      |                                      |  |    |                                      |                                      |                                      |                                      |                                      |  |
|  |                                     |                                     | 2°                                  | Real España                         | 1                                   | 1 | 2 |                                      |                                      |                                      |                                      |                                      |  |    |                                      |                                      |                                      |                                      |                                      |  |
|  |                                     |                                     |                                     |                                     |                                     |   |   |                                      |                                      |                                      |                                      |                                      |  |    |                                      |                                      |                                      |                                      |                                      |  |
|  |                                     |                                     |                                     |                                     |                                     |   |   |                                      |                                      |                                      |                                      |                                      |  |    |                                      |                                      |                                      |                                      |                                      |  |
|  |                                     | 2°                                  | Real España                         | 0                                   | 2                                   | 2 |   |                                      |                                      |                                      |                                      |                                      |  |    |                                      |                                      |                                      |                                      |                                      |  |
|  |                                     |                                     |                                     |                                     |                                     | 2 |   |                                      |                                      |                                      |                                      |                                      |  |    |                                      |                                      |                                      |                                      |                                      |  |
|  |                                     |                                     | 3°                                  | Motagua                             | 1                                   | 0 | 1 |                                      |                                      |                                      |                                      |                                      |  |    |                                      |                                      |                                      |                                      |                                      |  |
|  | 3°                                  | Motagua                             | 3°                                  | Motagua                             | 1                                   | 0 | 1 | 4                                    | 5                                    | 9                                    |                                      |                                      |  |    |                                      |                                      |                                      |                                      |                                      |  |
|  | 3°                                  | Motagua                             |                                     |                                     |                                     |   |   |                                      |                                      | 9                                    |                                      |                                      |  |    |                                      |                                      |                                      |                                      |                                      |  |
|  | 6°                                  | Génesis                             | 1                                   | 1                                   | 2                                   |   |   |                                      |                                      |                                      |                                      |                                      |  |    |                                      |                                      |                                      |                                      |                                      |  |
|  | 6°                                  | Génesis                             | 1                                   | 1                                   | 2                                   |   |   |                                      |                                      |                                      |                                      |                                      |  |    |                                      |                                      |                                      |                                      |                                      |  |
|  |                                     |                                     |                                     |                                     |                                     |   |   |                                      |                                      |                                      |                                      |                                      |  |    |                                      |                                      |                                      |                                      |                                      |  |

### Liguilla Semifinal
| 7 de mayo de 2025, 19:30 | Victoria | 0:0     | Marathón | Estadio San Jorge, Olanchito |                             |
|                          |          | Reporte |          | Árbitro(s): José Valladares  | Árbitro(s): José Valladares |

| 10 de mayo de 2025, 17:15 | Marathón                                                | 0:0 (3:4 p.)(Global 0:0)   | Victoria                                      | Estadio Olímpico Metropolitano, San Pedro Sula |                          |
|                           |                                                         | Reporte                    |                                               | Árbitro(s): Selvin Brown                       | Árbitro(s): Selvin Brown |
|                           |                                                         | Tiros desde el punto penal |                                               |                                                |                          |
|                           | D. Ramírez · A. Vega · C. Zúniga · A. Tejeda · Anderson |                            | A. Banegas · C. Cálix · D. Rodríguez · Abbott |                                                |                          |

| 7 de mayo de 2025, 17:15 | Génesis           | 1:4 (1:1) | Motagua                                  | Estadio Carlos Miranda, Comayagua |                         |
|                          | M. Martínez 45+1' | Reporte   | R. Auzmendi 15', 49', 66' · C. Mejía 86' | Árbitro(s): Raúl Castro           | Árbitro(s): Raúl Castro |

| 10 de mayo de 2025, 19:30 | Motagua                                                                     | 5:1 (3:0) (Global 9:2) | Génesis     | Estadio Chelato Uclés, Tegucigalpa. |                        |
|                           | R. Auzmendi 23' · Y. Mejía 31' · S. Cardozo 41' · Ledesma 76' · Vázquez 86' | Reporte                | Hurtado 83' | Árbitro(s): Luis Mejía              | Árbitro(s): Luis Mejía |

### Semifinales
| 14 de mayo de 2025, 17:45 | Victoria | 0:2 (0:2) | Olimpia                      | Estadio Francisco Morazán, San Pedro Sula |                            |
|                           |          | Reporte   | C. Pineda 31' · Benguché 35' | Árbitro(s): Nelson Salgado                | Árbitro(s): Nelson Salgado |

| 17 de mayo de 2025, 19:30 | Olimpia                     | 2:1 (1:1) (Global 4:1) | Victoria         | Estadio Chelato Uclés, Tegucigalpa |                               |
|                           | Arboleda 35' · Benguché 61' | Reporte                | A. Hernández 12' | Árbitro(s): Jefferson Escobar      | Árbitro(s): Jefferson Escobar |

| 14 de mayo de 2025, 20:00 | Motagua      | 1:0 (1:0) | Real España | Estadio Chelato Uclés, Tegucigalpa |                           |
|                           | C. Mejía 30' | Reporte   |             | Árbitro(s): Saíd Martínez          | Árbitro(s): Saíd Martínez |

| 17 de mayo de 2025, 17:15 | Real España                  | 2:0 (1:0) (Global 2:1) | Motagua | Estadio Francisco Morazán, San Pedro Sula |                            |
|                           | Vuelto 18' · C. Romero 90+5' | Reporte                |         | Árbitro(s): Armando Castro                | Árbitro(s): Armando Castro |

### Final
| 22 de mayo de 2025, 20:00 | Real España       | 1:2 (1:1) | Olimpia                            | Estadio Francisco Morazán, San Pedro Sula |                            |
|                           | Jean-Baptiste 30' | Reporte   | J. Crisanto 40' · E. Rodríguez 77' | Árbitro(s): Armando Castro                | Árbitro(s): Armando Castro |

| 25 de mayo de 2025, 17:00 | Olimpia                                                          | 4:1 (2:1) | Real España | Estadio Chelato Uclés, Tegucigalpa |                            |
|                           | Pinto 16' · J. Martínez 40' · Bengtson 55' (pen.) · Chirinos 79' | Reporte   | Moya 38'    | Árbitro(s): Nelson Salgado         | Árbitro(s): Nelson Salgado |

### Final Ida
| 22    | POR   | Luis López         |       |
| 4     | DEF   | Ever Alvarado      | 81'   |
| 56    | DEF   | Darlin Mencía      |       |
| 15    | DEF   | Dixon Ramírez      |       |
| 6     | MED   | Devron García      |       |
| 10    | MED   | Jhow Benavídez     |       |
| 14    | MED   | Jack Jean-Baptiste | 45+1' |
| 18    | MED   | Darixon Vuelto     | 55'   |
| 36    | MED   | Roberto Osorto     | 73'   |
| 16    | DEL   | Yeison Moreno      |       |
| 13    | DEL   | Brayan Moya        | 73'   |
| D. T. | D. T. | Jeaustin Campos    |       |

| 1     | POR   | Edrick Menjívar   |     |
| 31    | DEF   | Carlos Sánchez    |     |
| 2     | DEF   | Emanuel Hernández |     |
| 16    | DEF   | Julián Martínez   |     |
| 15    | DEF   | Kevin Güity       | 88' |
| 33    | MED   | Michaell Chirinos | 64' |
| 23    | MED   | Jorge Álvarez     | 88' |
| 32    | MED   | Carlos Pineda     |     |
| 7     | MED   | José Mario Pinto  | 87' |
| 27    | DEL   | Jerry Bengtson    | 74' |
| 9     | DEL   | Jorge Benguché    |     |
| D. T. | D. T. | Eduardo Espinel   |     |

| 44 | MED | Anfronit Tatum | 45+1' |
| 28 | MED | Carlos Mejía   | 55'   |
| 29 | MED | Germán Mejía   | 73'   |
| 11 | DEL | Braian Benítez | 73'   |
| 7  | DEL | Matías Rotondi | 81'   |

| 8  | MED | Edwin Rodríguez | 64' |
| 29 | DEL | Alberth Elis    | 74' |
| 87 | DEF | Edwin Lobo      | 87' |
| 4  | DEF | José García     | 88' |
| 20 | DEF | Áxel Maldonado  | 88' |

| 30' | Jean-Baptiste | 1:0 |

| 40' · 77' | J. Martínez E. Rodríguez | 1:1 1:2 |

| 45+3' · 90+3' | D. Ramírez C. Mejía |

| 32' · 34' · 50' · 78' · 80' | M. Chirinos C. Sánchez K. Güity E. Rodríguez J. Benguché |

| Principal  | Armando Castro     |
| Asistentes | Leonidas Hernández |
|            | Elder Oliva        |
| Cuarto     | Luis Mejía         |
| Quinto     | Alidio Hernández   |

| 22    | POR   | Luis López         |       |
| 4     | DEF   | Ever Alvarado      | 81'   |
| 56    | DEF   | Darlin Mencía      |       |
| 15    | DEF   | Dixon Ramírez      |       |
| 6     | MED   | Devron García      |       |
| 10    | MED   | Jhow Benavídez     |       |
| 14    | MED   | Jack Jean-Baptiste | 45+1' |
| 18    | MED   | Darixon Vuelto     | 55'   |
| 36    | MED   | Roberto Osorto     | 73'   |
| 16    | DEL   | Yeison Moreno      |       |
| 13    | DEL   | Brayan Moya        | 73'   |
| D. T. | D. T. | Jeaustin Campos    |       |

| 1     | POR   | Edrick Menjívar   |     |
| 31    | DEF   | Carlos Sánchez    |     |
| 2     | DEF   | Emanuel Hernández |     |
| 16    | DEF   | Julián Martínez   |     |
| 15    | DEF   | Kevin Güity       | 88' |
| 33    | MED   | Michaell Chirinos | 64' |
| 23    | MED   | Jorge Álvarez     | 88' |
| 32    | MED   | Carlos Pineda     |     |
| 7     | MED   | José Mario Pinto  | 87' |
| 27    | DEL   | Jerry Bengtson    | 74' |
| 9     | DEL   | Jorge Benguché    |     |
| D. T. | D. T. | Eduardo Espinel   |     |

| 44 | MED | Anfronit Tatum | 45+1' |
| 28 | MED | Carlos Mejía   | 55'   |
| 29 | MED | Germán Mejía   | 73'   |
| 11 | DEL | Braian Benítez | 73'   |
| 7  | DEL | Matías Rotondi | 81'   |

| 8  | MED | Edwin Rodríguez | 64' |
| 29 | DEL | Alberth Elis    | 74' |
| 87 | DEF | Edwin Lobo      | 87' |
| 4  | DEF | José García     | 88' |
| 20 | DEF | Áxel Maldonado  | 88' |

| 30' | Jean-Baptiste | 1:0 |

| 40' · 77' | J. Martínez E. Rodríguez | 1:1 1:2 |

| 45+3' · 90+3' | D. Ramírez C. Mejía |

| 32' · 34' · 50' · 78' · 80' | M. Chirinos C. Sánchez K. Güity E. Rodríguez J. Benguché |

| Principal  | Armando Castro     |
| Asistentes | Leonidas Hernández |
|            | Elder Oliva        |
| Cuarto     | Luis Mejía         |
| Quinto     | Alidio Hernández   |

| 22    | POR   | Luis López         |       |
| 4     | DEF   | Ever Alvarado      | 81'   |
| 56    | DEF   | Darlin Mencía      |       |
| 15    | DEF   | Dixon Ramírez      |       |
| 6     | MED   | Devron García      |       |
| 10    | MED   | Jhow Benavídez     |       |
| 14    | MED   | Jack Jean-Baptiste | 45+1' |
| 18    | MED   | Darixon Vuelto     | 55'   |
| 36    | MED   | Roberto Osorto     | 73'   |
| 16    | DEL   | Yeison Moreno      |       |
| 13    | DEL   | Brayan Moya        | 73'   |
| D. T. | D. T. | Jeaustin Campos    |       |

| 1     | POR   | Edrick Menjívar   |     |
| 31    | DEF   | Carlos Sánchez    |     |
| 2     | DEF   | Emanuel Hernández |     |
| 16    | DEF   | Julián Martínez   |     |
| 15    | DEF   | Kevin Güity       | 88' |
| 33    | MED   | Michaell Chirinos | 64' |
| 23    | MED   | Jorge Álvarez     | 88' |
| 32    | MED   | Carlos Pineda     |     |
| 7     | MED   | José Mario Pinto  | 87' |
| 27    | DEL   | Jerry Bengtson    | 74' |
| 9     | DEL   | Jorge Benguché    |     |
| D. T. | D. T. | Eduardo Espinel   |     |

| 44 | MED | Anfronit Tatum | 45+1' |
| 28 | MED | Carlos Mejía   | 55'   |
| 29 | MED | Germán Mejía   | 73'   |
| 11 | DEL | Braian Benítez | 73'   |
| 7  | DEL | Matías Rotondi | 81'   |

| 8  | MED | Edwin Rodríguez | 64' |
| 29 | DEL | Alberth Elis    | 74' |
| 87 | DEF | Edwin Lobo      | 87' |
| 4  | DEF | José García     | 88' |
| 20 | DEF | Áxel Maldonado  | 88' |

| 30' | Jean-Baptiste | 1:0 |

| 40' · 77' | J. Martínez E. Rodríguez | 1:1 1:2 |

| 45+3' · 90+3' | D. Ramírez C. Mejía |

| 32' · 34' · 50' · 78' · 80' | M. Chirinos C. Sánchez K. Güity E. Rodríguez J. Benguché |

| Principal  | Armando Castro     |
| Asistentes | Leonidas Hernández |
|            | Elder Oliva        |
| Cuarto     | Luis Mejía         |
| Quinto     | Alidio Hernández   |

| 22    | POR   | Luis López         |       |
| 4     | DEF   | Ever Alvarado      | 81'   |
| 56    | DEF   | Darlin Mencía      |       |
| 15    | DEF   | Dixon Ramírez      |       |
| 6     | MED   | Devron García      |       |
| 10    | MED   | Jhow Benavídez     |       |
| 14    | MED   | Jack Jean-Baptiste | 45+1' |
| 18    | MED   | Darixon Vuelto     | 55'   |
| 36    | MED   | Roberto Osorto     | 73'   |
| 16    | DEL   | Yeison Moreno      |       |
| 13    | DEL   | Brayan Moya        | 73'   |
| D. T. | D. T. | Jeaustin Campos    |       |

| 1     | POR   | Edrick Menjívar   |     |
| 31    | DEF   | Carlos Sánchez    |     |
| 2     | DEF   | Emanuel Hernández |     |
| 16    | DEF   | Julián Martínez   |     |
| 15    | DEF   | Kevin Güity       | 88' |
| 33    | MED   | Michaell Chirinos | 64' |
| 23    | MED   | Jorge Álvarez     | 88' |
| 32    | MED   | Carlos Pineda     |     |
| 7     | MED   | José Mario Pinto  | 87' |
| 27    | DEL   | Jerry Bengtson    | 74' |
| 9     | DEL   | Jorge Benguché    |     |
| D. T. | D. T. | Eduardo Espinel   |     |

| 44 | MED | Anfronit Tatum | 45+1' |
| 28 | MED | Carlos Mejía   | 55'   |
| 29 | MED | Germán Mejía   | 73'   |
| 11 | DEL | Braian Benítez | 73'   |
| 7  | DEL | Matías Rotondi | 81'   |

| 8  | MED | Edwin Rodríguez | 64' |
| 29 | DEL | Alberth Elis    | 74' |
| 87 | DEF | Edwin Lobo      | 87' |
| 4  | DEF | José García     | 88' |
| 20 | DEF | Áxel Maldonado  | 88' |

| 30' | Jean-Baptiste | 1:0 |

| 40' · 77' | J. Martínez E. Rodríguez | 1:1 1:2 |

| 45+3' · 90+3' | D. Ramírez C. Mejía |

| 32' · 34' · 50' · 78' · 80' | M. Chirinos C. Sánchez K. Güity E. Rodríguez J. Benguché |

| Principal  | Armando Castro     |
| Asistentes | Leonidas Hernández |
|            | Elder Oliva        |
| Cuarto     | Luis Mejía         |
| Quinto     | Alidio Hernández   |

### Final Vuelta
| 1     | POR   | Edrick Menjívar   |     |
| 15    | DEF   | Kevin Güity       |     |
| 2     | DEF   | Emanuel Hernández |     |
| 16    | DEF   | Julián Martínez   |     |
| 31    | DEF   | Carlos Sánchez    |     |
| 32    | MED   | Carlos Pineda     |     |
| 23    | MED   | Jorge Álvarez     | 76' |
| 7     | MED   | José Mario Pinto  | 83' |
| 8     | MED   | Edwin Rodríguez   | 66' |
| 9     | DEL   | Jorge Benguché    | 77' |
| 27    | DEL   | Jerry Bengtson    | 66' |
| D. T. | D. T. | Eduardo Espinel   |     |

| 22    | POR   | Luis López      |     |
| 4     | DEF   | Ever Alvarado   | 35' |
| 15    | DEF   | Dixon Ramírez   | 46' |
| 28    | DEF   | Carlos Mejía    |     |
| 44    | DEF   | Anfronit Tatum  |     |
| 56    | DEF   | Darlin Mencía   |     |
| 6     | MED   | Devron García   |     |
| 10    | MED   | Jhow Benavídez  |     |
| 16    | MED   | Yeison Moreno   | 66' |
| 20    | MED   | César Romero    | 34' |
| 18    | DEL   | Darixon Vuelto  | 80' |
| D. T. | D. T. | Jeaustin Campos |     |

| 34 | MED | Kevin López       | 66' |
| 19 | DEL | Yustin Arboleda   | 66' |
| 14 | MED | Marcos Montiel    | 76' |
| 33 | MED | Michaell Chirinos | 77' |
| 29 | DEL | Alberth Elis      | 83' |

| 13 | DEL | Brayan Moya        | 34' |
| 14 | MED | Jack Jean-Baptiste | 35' |
| 7  | MED | Matías Rotondi     | 46' |
| 11 | DEL | Braian Benítez     | 66' |
| 36 | MED | Roberto Osorto     | 80' |

| 16' · 40' · 55' (pen.) · 79' | J.M. Pinto J. Martínez J. Bengtson M. Chirinos | 1:0 2:1 3:1 4:1 |

| 38' | B. Moya | 1:1 |

| 60' | K. Güity |

| 20' · 23' · 81' | A. Tatum D. Mencía M. Rotondi |

| Principal  | Nelson Salgado    |
| Asistentes | Walter López      |
|            | José Espinoza     |
| Cuarto     | Jefferson Escobar |
| Quinto     | Wilson Matute     |

| 1     | POR   | Edrick Menjívar   |     |
| 15    | DEF   | Kevin Güity       |     |
| 2     | DEF   | Emanuel Hernández |     |
| 16    | DEF   | Julián Martínez   |     |
| 31    | DEF   | Carlos Sánchez    |     |
| 32    | MED   | Carlos Pineda     |     |
| 23    | MED   | Jorge Álvarez     | 76' |
| 7     | MED   | José Mario Pinto  | 83' |
| 8     | MED   | Edwin Rodríguez   | 66' |
| 9     | DEL   | Jorge Benguché    | 77' |
| 27    | DEL   | Jerry Bengtson    | 66' |
| D. T. | D. T. | Eduardo Espinel   |     |

| 22    | POR   | Luis López      |     |
| 4     | DEF   | Ever Alvarado   | 35' |
| 15    | DEF   | Dixon Ramírez   | 46' |
| 28    | DEF   | Carlos Mejía    |     |
| 44    | DEF   | Anfronit Tatum  |     |
| 56    | DEF   | Darlin Mencía   |     |
| 6     | MED   | Devron García   |     |
| 10    | MED   | Jhow Benavídez  |     |
| 16    | MED   | Yeison Moreno   | 66' |
| 20    | MED   | César Romero    | 34' |
| 18    | DEL   | Darixon Vuelto  | 80' |
| D. T. | D. T. | Jeaustin Campos |     |

| 34 | MED | Kevin López       | 66' |
| 19 | DEL | Yustin Arboleda   | 66' |
| 14 | MED | Marcos Montiel    | 76' |
| 33 | MED | Michaell Chirinos | 77' |
| 29 | DEL | Alberth Elis      | 83' |

| 13 | DEL | Brayan Moya        | 34' |
| 14 | MED | Jack Jean-Baptiste | 35' |
| 7  | MED | Matías Rotondi     | 46' |
| 11 | DEL | Braian Benítez     | 66' |
| 36 | MED | Roberto Osorto     | 80' |

| 16' · 40' · 55' (pen.) · 79' | J.M. Pinto J. Martínez J. Bengtson M. Chirinos | 1:0 2:1 3:1 4:1 |

| 38' | B. Moya | 1:1 |

| 60' | K. Güity |

| 20' · 23' · 81' | A. Tatum D. Mencía M. Rotondi |

| Principal  | Nelson Salgado    |
| Asistentes | Walter López      |
|            | José Espinoza     |
| Cuarto     | Jefferson Escobar |
| Quinto     | Wilson Matute     |

| 1     | POR   | Edrick Menjívar   |     |
| 15    | DEF   | Kevin Güity       |     |
| 2     | DEF   | Emanuel Hernández |     |
| 16    | DEF   | Julián Martínez   |     |
| 31    | DEF   | Carlos Sánchez    |     |
| 32    | MED   | Carlos Pineda     |     |
| 23    | MED   | Jorge Álvarez     | 76' |
| 7     | MED   | José Mario Pinto  | 83' |
| 8     | MED   | Edwin Rodríguez   | 66' |
| 9     | DEL   | Jorge Benguché    | 77' |
| 27    | DEL   | Jerry Bengtson    | 66' |
| D. T. | D. T. | Eduardo Espinel   |     |

| 22    | POR   | Luis López      |     |
| 4     | DEF   | Ever Alvarado   | 35' |
| 15    | DEF   | Dixon Ramírez   | 46' |
| 28    | DEF   | Carlos Mejía    |     |
| 44    | DEF   | Anfronit Tatum  |     |
| 56    | DEF   | Darlin Mencía   |     |
| 6     | MED   | Devron García   |     |
| 10    | MED   | Jhow Benavídez  |     |
| 16    | MED   | Yeison Moreno   | 66' |
| 20    | MED   | César Romero    | 34' |
| 18    | DEL   | Darixon Vuelto  | 80' |
| D. T. | D. T. | Jeaustin Campos |     |

| 34 | MED | Kevin López       | 66' |
| 19 | DEL | Yustin Arboleda   | 66' |
| 14 | MED | Marcos Montiel    | 76' |
| 33 | MED | Michaell Chirinos | 77' |
| 29 | DEL | Alberth Elis      | 83' |

| 13 | DEL | Brayan Moya        | 34' |
| 14 | MED | Jack Jean-Baptiste | 35' |
| 7  | MED | Matías Rotondi     | 46' |
| 11 | DEL | Braian Benítez     | 66' |
| 36 | MED | Roberto Osorto     | 80' |

| 16' · 40' · 55' (pen.) · 79' | J.M. Pinto J. Martínez J. Bengtson M. Chirinos | 1:0 2:1 3:1 4:1 |

| 38' | B. Moya | 1:1 |

| 60' | K. Güity |

| 20' · 23' · 81' | A. Tatum D. Mencía M. Rotondi |

| Principal  | Nelson Salgado    |
| Asistentes | Walter López      |
|            | José Espinoza     |
| Cuarto     | Jefferson Escobar |
| Quinto     | Wilson Matute     |

| 1     | POR   | Edrick Menjívar   |     |
| 15    | DEF   | Kevin Güity       |     |
| 2     | DEF   | Emanuel Hernández |     |
| 16    | DEF   | Julián Martínez   |     |
| 31    | DEF   | Carlos Sánchez    |     |
| 32    | MED   | Carlos Pineda     |     |
| 23    | MED   | Jorge Álvarez     | 76' |
| 7     | MED   | José Mario Pinto  | 83' |
| 8     | MED   | Edwin Rodríguez   | 66' |
| 9     | DEL   | Jorge Benguché    | 77' |
| 27    | DEL   | Jerry Bengtson    | 66' |
| D. T. | D. T. | Eduardo Espinel   |     |

| 22    | POR   | Luis López      |     |
| 4     | DEF   | Ever Alvarado   | 35' |
| 15    | DEF   | Dixon Ramírez   | 46' |
| 28    | DEF   | Carlos Mejía    |     |
| 44    | DEF   | Anfronit Tatum  |     |
| 56    | DEF   | Darlin Mencía   |     |
| 6     | MED   | Devron García   |     |
| 10    | MED   | Jhow Benavídez  |     |
| 16    | MED   | Yeison Moreno   | 66' |
| 20    | MED   | César Romero    | 34' |
| 18    | DEL   | Darixon Vuelto  | 80' |
| D. T. | D. T. | Jeaustin Campos |     |

| 34 | MED | Kevin López       | 66' |
| 19 | DEL | Yustin Arboleda   | 66' |
| 14 | MED | Marcos Montiel    | 76' |
| 33 | MED | Michaell Chirinos | 77' |
| 29 | DEL | Alberth Elis      | 83' |

| 13 | DEL | Brayan Moya        | 34' |
| 14 | MED | Jack Jean-Baptiste | 35' |
| 7  | MED | Matías Rotondi     | 46' |
| 11 | DEL | Braian Benítez     | 66' |
| 36 | MED | Roberto Osorto     | 80' |

| 16' · 40' · 55' (pen.) · 79' | J.M. Pinto J. Martínez J. Bengtson M. Chirinos | 1:0 2:1 3:1 4:1 |

| 38' | B. Moya | 1:1 |

| 60' | K. Güity |

| 20' · 23' · 81' | A. Tatum D. Mencía M. Rotondi |

| Principal  | Nelson Salgado    |
| Asistentes | Walter López      |
|            | José Espinoza     |
| Cuarto     | Jefferson Escobar |
| Quinto     | Wilson Matute     |

|                             |
| Campeón Olimpia 39.° título |